# Eleições parlamentares na República Dominicana em 2010
As eleições parlamentares dominicanas de 2010 foram realizadas em 16 de maio.

## Violência
Em diversos pontos do país, foram registradas brigas entre partidários da situação e opositores antes do fechamento das urnas, às 18h00 (horário local). Um militante do opositor Partido Revolucionário Dominicano (PRD) morreu depois de ser atingido por tiros em uma briga entre militantes governistas e opositores do governo na cidade de San Cristóbal, que fica a oeste de Santo Domingo. Outras três pessoas ficaram feridas. A missão de observadores da Organização dos Estados Americanos afirmou ter recebido denúncias de atos violentos e de compra de documentos de identidade em alguns pontos do país.

## Resultados
| Partidos e alianças                                                                    | Votos     | %      | Deputados | Senadores |
| -------------------------------------------------------------------------------------- | --------- | ------ | --------- | --------- |
| Partido da Libertação Dominicana (Partido de la Liberación Dominicana) and allies      | 1.808.817 | 54,61  | 105       | 31        |
| Partido Revolucionário Dominicano (Partido Revolucionario Dominicana) and allies       | 1.387.696 | 41,90  | 75        | 0         |
| Partido Reformista Social-Cristão (Partido Reformista Social Cristiano)                | 48.308    | 1,46   | 3         | 1         |
| Partido Revolucionário Social-Democrata (Partido Revolucionario Social Demócrata)      | 20.681    | 0,62   | —         | —         |
| Dominicanos pela Mudança (Dominicanos por el Cambio)                                   | 15.932    | 0,48   | —         | —         |
| Movimento Independência, Unidade e Mudança (Movimiento Independencia, Unidad y Cambio) | 15.824    | 0,48   | —         | —         |
| Partido Revolucionário Independente (Partido Revolucionario Independiente)             | 7.990     | 0,24   | —         | —         |
| União Democrata Cristã (Unión Demócrata Cristiana)                                     | 3.919     | 0,12   | —         | —         |
| Partido Democrata Institucional (Partido Demócrata Institucional)                      | 1.734     | 0,05   | —         | —         |
| Aliança Social Dominicana (Alianza Social Dominicana)                                  | 556       | 0,02   | —         | —         |
| Partido Verde da Unidade Democrática (Partido Verde de la Unidad Democrática)          | 520       | 0,02   | —         | —         |
| Total                                                                                  | 3.311.977 | 100,00 | 183       | 32        |
| Fontes: Junta Central Electoral, european pressphoto agency                            |           |        |           |           |